# Callisthenia truncata
Callisthenia truncata là một loài bướm đêm thuộc phân họ Arctiinae, họ Erebidae.